# EA-2098
EA-2098 , é um agente químico organoboronado sintético de formulação C72H79B2N2O5P.